# 布多天神社
布多天神社（ふだてんじんしゃ）は、東京都調布市調布ケ丘にある神社。式内社で、旧社格は郷社。
布田五宿の総鎮守であり、「五宿天神」の別名がある。

## 祭神
当初は少彦名神を祭神としていたが、移転時に菅原道真公を合祀した。
延喜式に布多天神社の名があることから、菅原道真公を祀る以前から「天神社」と呼ばれている神社のひとつである。少彦名神を主祭神とする神社が「天神社」と呼ばれる例は各地にある。

## 創建
創建年代は不明。社伝ではおよそ1940年前の垂仁天皇の御代の創建とされる。平安時代初頭の延長5年（927年）に編纂された延喜式神名帳の武蔵国多磨郡に記述がある式内古社である。
元の社殿は現在の布田5丁目にあったが、文明年間に多摩川が大氾濫を起こしたことをきっかけとし、文明9年（1477）に現在地に遷座し、菅原道真公を合祀した。
室町時代の天正18年（1590）年4月に豊臣秀吉が小田原の北条を攻略する際、人々を安堵させるために出した「太閤の制札」が神社所蔵として残る。
かつての社殿地には「古天神公園」と名付けられた公園が整備されている。この旧社地は昭和55年の発掘調査によって約1万年前の旧石器時代や、約4 - 5千年前の縄文時代の生活跡、約1,500年前の墓などが発見された。
布田五宿の村々（布田小島分村、上石原村、下石原村、上布田村、下布田村、国領宿）は、明治22年（1889年）に飛田給村、上ヶ給村と合併して調布町となり、調布町総鎮守となった。

## 境内

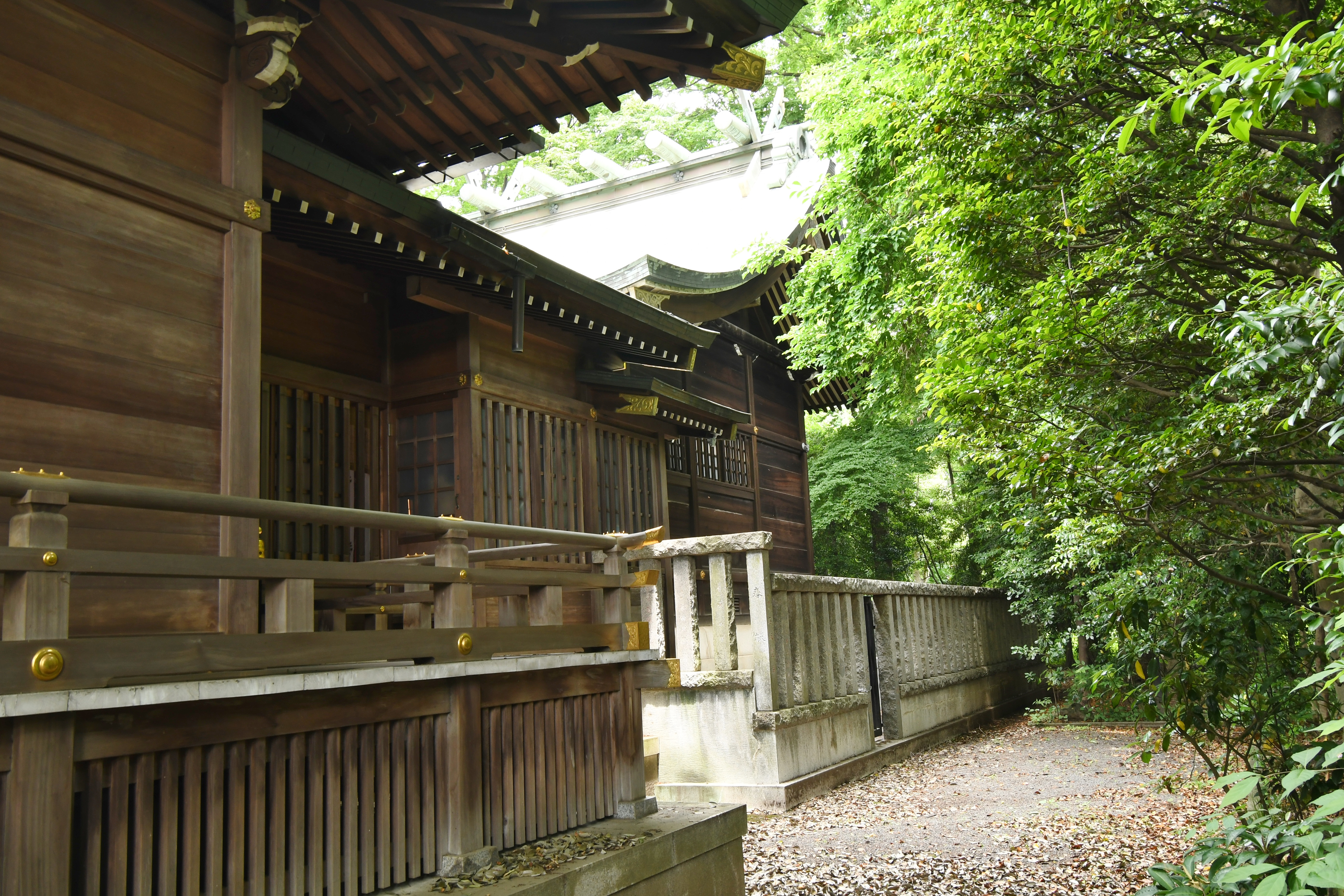
本殿覆屋
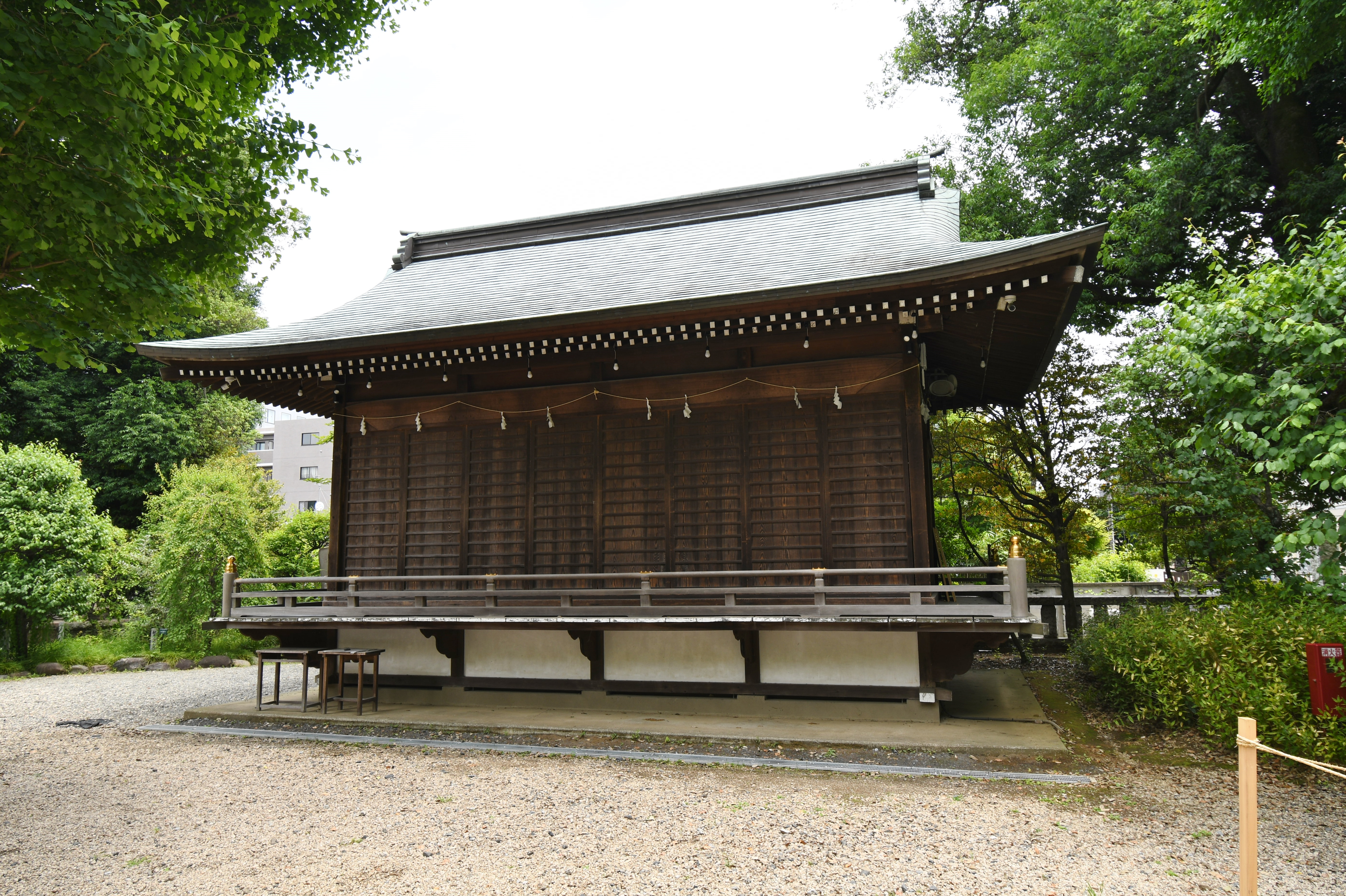
神楽殿
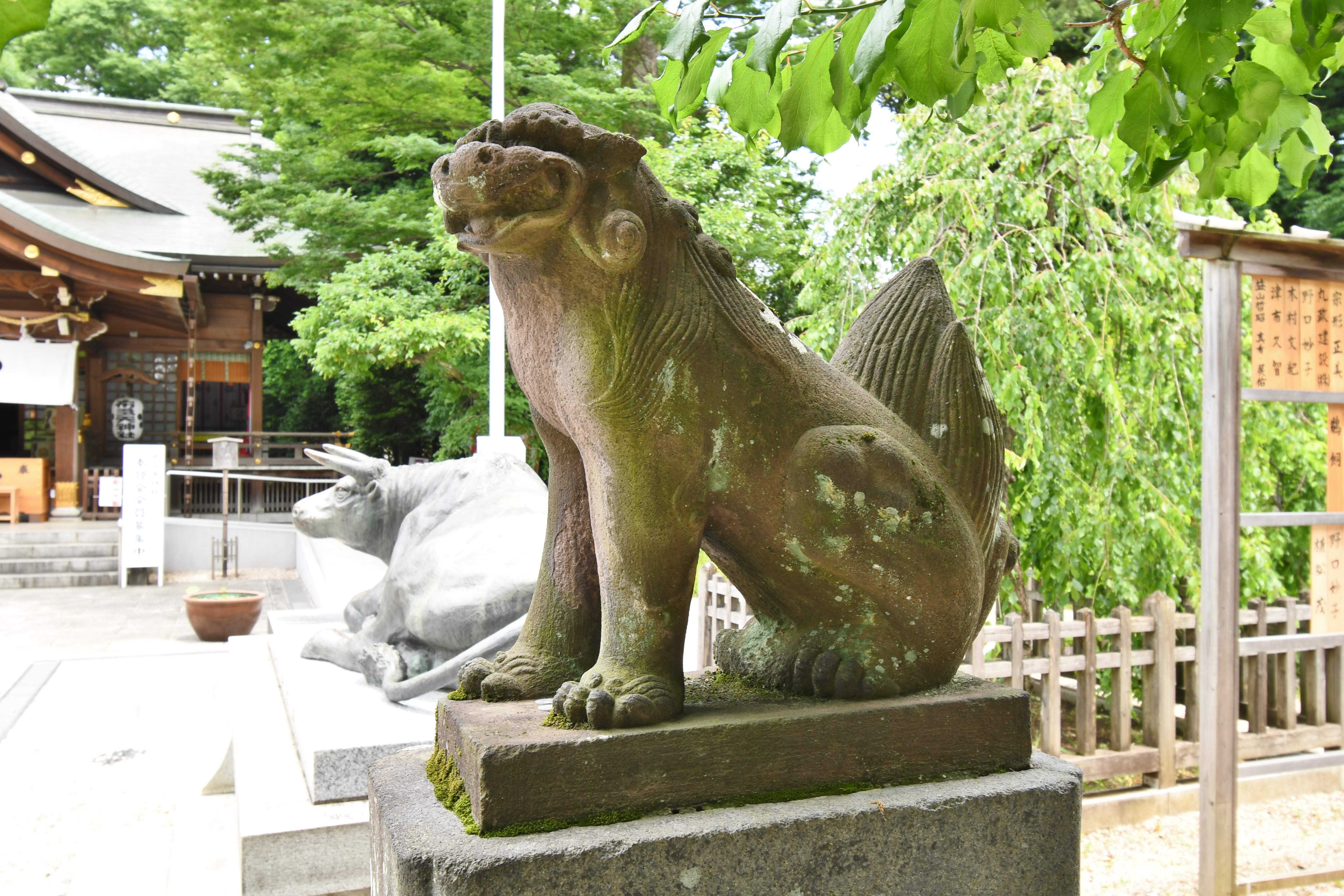
狛犬（阿、調布市指定文化財）
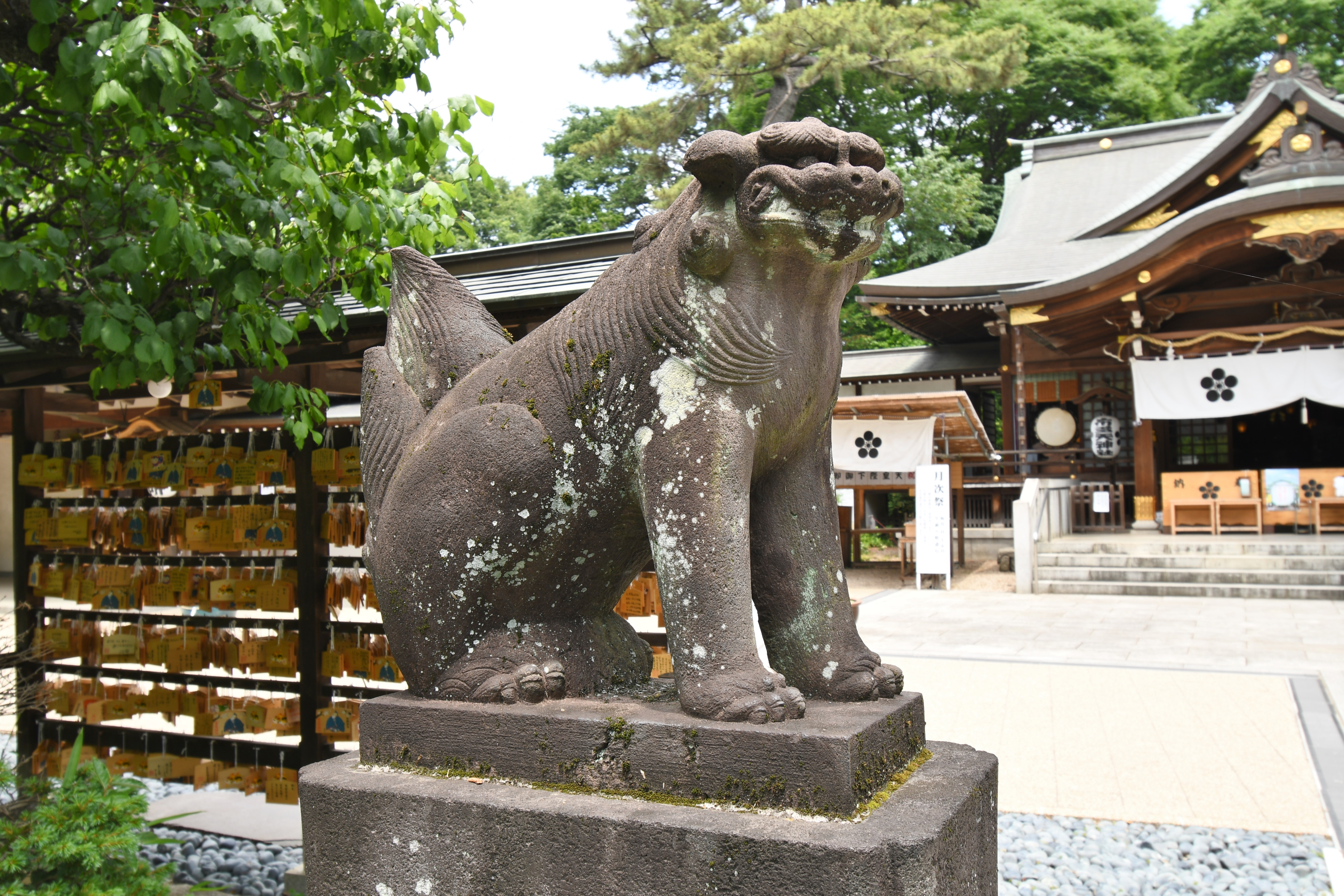
狛犬（吽、調布市指定文化財）
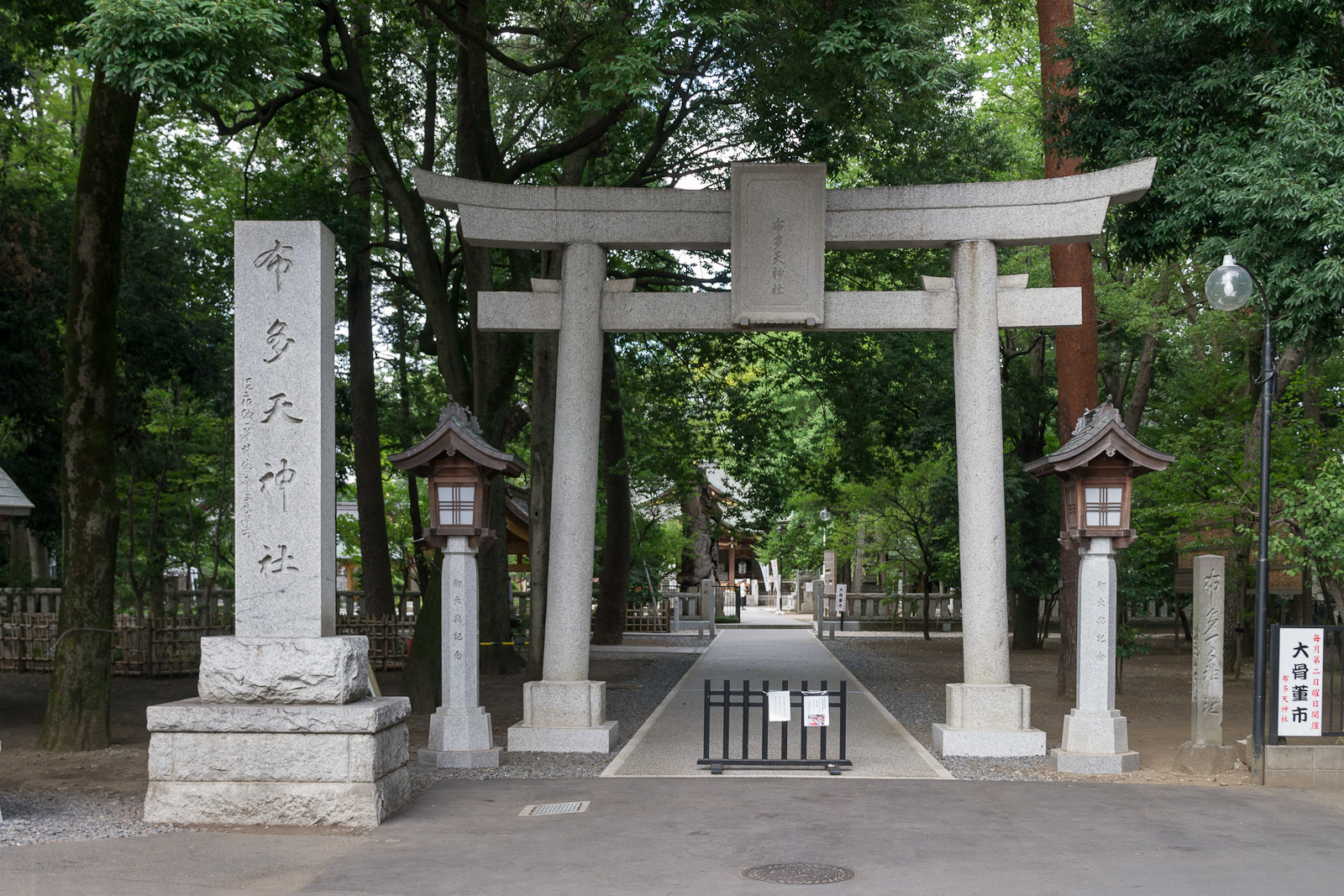
鳥居

## 文化財

### 調布市指定文化財
- 有形文化財
  - 布多天神社本殿（附 棟札1枚）（建造物） - 1998年（平成10年）12月25日指定。
- 有形民俗文化財
  - 布多天神社狛犬 1対 - 1969年（昭和44年）11月12日指定。
  - 布多天神社太閤の制札 - 1971年（昭和46年）9月8日指定。

## 骨董市
毎月第2日曜日に骨董市が開催され、20 - 30ほどの店数が出る。

## 作品の舞台

### 水木しげる作品
水木しげるの『墓場の鬼太郎』『ゲゲゲの鬼太郎』では、本殿の裏の森に鬼太郎が住んでいるという設定である。調布市に住んでいた水木しげるは、大正寺墓地と地続きになっていた布多天神社の森を作品制作のヒントにしたという。テレビアニメ第6期では原作を踏まえ調布市を舞台として描いており、鬼太郎が境内の裏手に帰って行くシーンがある。
旧甲州街道からの参道は「天神通り商店街」として商店が立ち並び、町おこしとして『ゲゲゲの鬼太郎』に登場する鬼太郎ら妖怪キャラクターの像が設置されている。

### その他
- つげ義春の『無能の人』シリーズ「カメラを売る」に縁日の骨董市の様子が描かれている。主人公の助川親子が布多天神社を後にし、消え入るように鳥居に向かうラストシーンが印象的に描かれている[3]。
- 1997年に放送されたテレビドラマ『青い鳥』では、長野県にある神社としてロケーション撮影に使用された。
- 2019年に放送されたテレビドラマ『あなたの番です』で、ロケーション撮影に使用された。
- 2023年に放送されたテレビドラマ『VIVANT』で主人公たち別班の連絡場所としてロケーション撮影に使用された。

## 関連文献
- 斎藤長秋 編「巻之三 天璣之部 布多天神社」『江戸名所図会』 2巻、有朋堂書店〈有朋堂文庫〉、1927年、298-299頁。NDLJP:1174144/154。